# Крочера (Тревизо)
Крочера је насеље у Италији у округу Тревизо, региону Венето.
Према процени из 2011. у насељу је живело 205 становника. Насеље се налази на надморској висини од 13 м.